# Erlahof

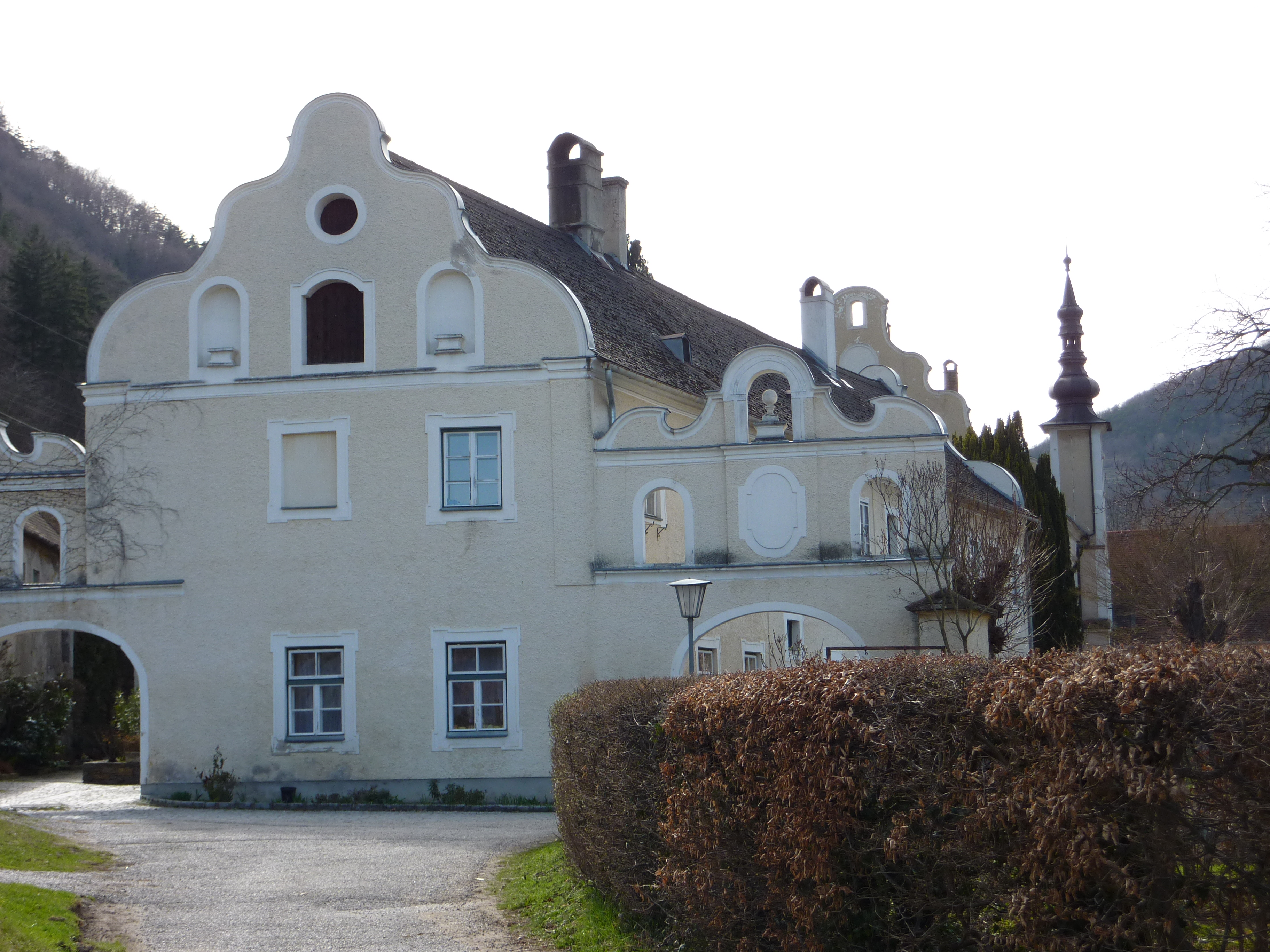
Erlahof, Giebelansicht

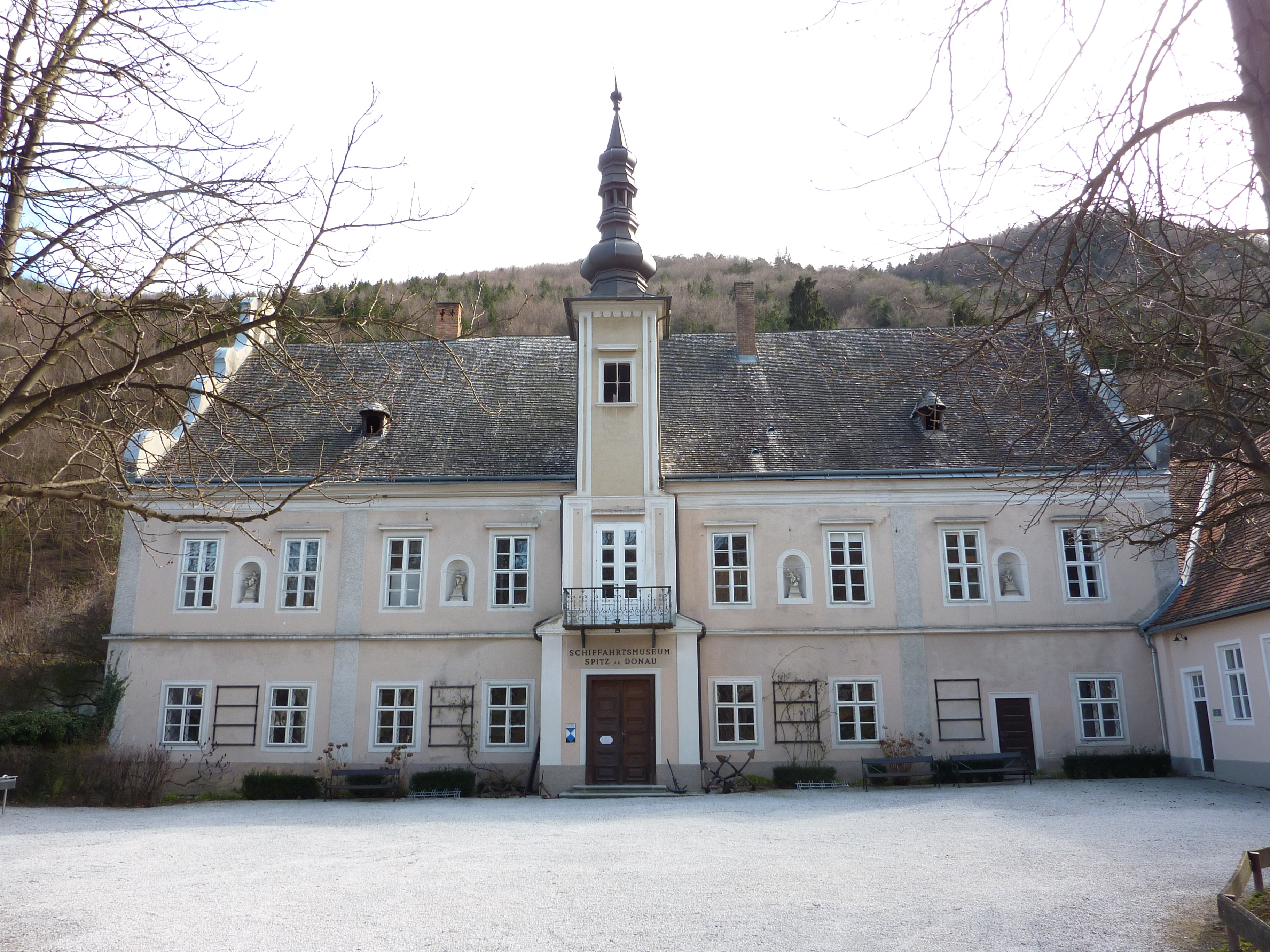
Erlahof, Hofansicht

Der Erlahof, auch Erlhof, ist der ehemalige Wirtschaftshof der Abtei Niederaltaich in Spitz (Niederösterreich). 
Der umfangreiche Gebäudekomplex des Erlahofs entstand in der jetzigen Form gegen Ende des 17. und im ersten Drittel des 18. Jahrhunderts unter Einbeziehung des mittelalterlichen Baubestands. Der mit geschweiften Giebeln versehene Hauptbau mit mittigem Fassadenturm enthielt ursprünglich in seinem Erdgeschoß eine zweischiffige, sechsjochige Pfeilerhalle mit Stichkappengewölbe. Zusammen mit den Nebengebäuden und den gleichfalls mit Schweifgiebeln geschlossenen Hoftoren ergibt sich ein abwechslungsreiches Bauensemble.

## Geschichte
Abt Conrad I. (1143–1150) erwarb 1147 den westlich des Marktes Spitz gelegenen Erlahof von den Brüdern Hermann und Berthold von Erla für die Abtei Niederaltaich, die 1238 auch in den Besitz der Pfarrkirche Spitz gelangte und den Hof in der Folgezeit schrittweise zu ihrem Wirtschafts- und Lesehof ausbaute. Unter Abt Wernhard, der 1306 auch den Neubau des gotischen Hallenlanghauses der Klosterkirche Niederaltaich veranlasste, erfolgte 1308 die Errichtung einer gotischen Kapelle im Erlahof. Die aufgefundenen Malereireste der Arma Christi und der Kreuzigung mit Maria und Johannes aus dem frühen 14. Jahrhundert belegen die ursprüngliche Lage der Kapelle im heutigen Gebäudekomplex. Die Darstellung des ‚Rads der Fortuna‘ aus dem mittleren 14. Jahrhundert zeigt die höfische Nutzung des Erlahofs im späten Mittelalter.
1451 wurde Abt Erhard Reittorner von Niederaltaich, der für das Jahr 1431 als Pfarrer von Spitz belegt ist, auf einer Visitationsreise von Leopold von Neidegg, der sich offensichtlich die Niederaltaicher Güter in der Wachau aneignen wollte, im Erlahof überfallen und mit seinem Gefolge auf die Burg Brunn am Wald in Lichtenau im Waldviertel verschleppt worden, wo er für einige Zeit gefangen gehalten wurde.
Als während des Dreißigjährigen Kriegs 1620 Spitz durch kaiserliche Truppen niedergebrannt wurde, wurde auch der Erlahof mit seiner Kapelle geplündert. Unter dem langjährigen Pfarrer und zeitweiligem Abt von Niederaltaich, Johann Grienwald (1629–1634 und 1648–1660), wurde die Pfarrei zu einer Propstei erhoben. Auch die späteren Äbte Vitus Bacheneder (1643–1649) und Placidus Krammer (1665–1667 und 1678–1685) residierten hier. Johannes Romanus Gropmayr, von 1662 bis 1669 Propst des Niederaltaicher Klosters Rinchnach, wirkte als Präfekt in Erlahof. In dieser Zeit wurden die im Krieg in Mitleidenschaft gezogenen Bauten wiederhergestellt.
Die eigentliche Barockisierung des Erlahofs erfolgte im 1. Drittel des 18. Jahrhunderts unter Abt Joscio Hamberger, der auch die barocke Neugestaltung seiner Abtei unternahm.

## Gebäude
Die Repräsentationsräume im Obergeschoß sind mit reichen Stuckdekorationen ausgestattet. Der 1731 datierte Prälatensaal zeigt im Plafond eine Darstellung der Himmelfahrt Mariens, die Portale zeigen die Wappen Niederaltaichs, Bayerns, Österreichs sowie des Abtes Hamberger.
1970 wurde im Erlahof ein Schifffahrtsmuseum eröffnet, das die Geschichte der Ruder- und Floßschiffahrt auf der Donau seit der Antike präsentiert.